# Koren, Videm
Koren (furlansko Cuar di Rosacis, italijansko Corno di Rosazzo) je naselje in občina v Pokrajini Videm s 3.121 prebivalci.

## Ime
Koren (Corno, »rog«) je ime potoka (iz latinskega cornum), po katerem je delno dobilo ime tudi naselje. Izvira z imenom Rio Chiaro ob vznožju gore Plagnava, teče blizu vasi Koren in se pri Chiopris - Viscone izliva v Idrijo. Kraj z imenom Cornium je omenjen leta 1211 (in loco qui dicitur Cornium). Leta 2011 so obeležili 800-letnico vasi.
Rožac (Rosazzo) izhaja iz pridevnika, tvorjenega iz latinske besede rosa s priponskim obrazilom -aciu, in označuje kraj in njegove vrtnice. Na to etimologijo spominjajo tudi vrtnice in rog izobilja iz občinskega grba.